# Liquidador judicial
El liquidador judicial o concursal simplemente liquidador es un mandatario judicial designado por una autoridad judicial que puede ser un Tribunal en el marco de una liquidación judicial. Si la persona, que puede ser física o jurídica, objetivo de la liquidación ha estado en administración judicial el agente ya designado (administrador concursal) continúa su misión como liquidador. En otras palabras, en caso de liquidación, el administrador concursal se convierte en liquidador. O, dicho de otra forma, la administración concursal asume un rol liquidador en detrimento de su anterior rol de administrador.

## Funciones
El liquidador es designado por una decisión judicial para reemplazar a los directores anteriores de una empresa.
En España, el 95% y en Francia el 97% de las empresas concursadas termina en liquidación concursal (éstas no se recuperan). En este caso, se recurre al liquidador. Una vez hecho el balance de los activos y del pasivo de la empresa, debe vender todos o parte de los bienes para recuperar todas las sumas que puede retirar del negocio, para pagar a los acreedores.
El liquidador judicial actúa, por lo tanto, como representante de los acreedores una vez abierta la fase de liquidación que conducirá a la extinción de la empresa. Antes de que se declare la fase de liquidación y cuando aún es posible salvar a la empresa, se ha reprochado a los administradores concursales que privilegien su papel de representante de los acreedores antes que asegurar la supervivencia de la empresa. De ahí las frecuentes críticas en cuanto a su efectividad (véase el porcentaje anterior), a su integridad, y su remuneración fijada por ley, basada en parte en las cuentas por cobrar y en los activos a realizar (por ejemplo, disposición del activo para pagar deudas).

## Requisitos de acceso a la profesión

### En España
En 2016 había unos 13.500 administradores para tan sólo 4.500 concursos. «Con la crisis, los concursos de acreedores han aumentado lo que ha hecho que hayan entrado en el sector firmas sin experiencia. Esto ha provocado una disminución de la profesionalidad», reconoce Antonia Magdaleno, socia de la firma que lleva su nombre. «Los requisitos para ejercerla son prácticamente nulos», explica Diego Comendador, vicepresidente de la Asociación Profesional de Administradores Concursales (Aspac) y socio del despacho que también lleva su nombre. Se piden cinco años de experiencia, «pero sin concretar en qué». En su opinión, «deberían haber controles de acceso más elevados».

### En Francia
En Francia, a esta profesión solo se accede tras la obtención de un Bac + 4 (4 años de estudios universitarios en Derecho, Economía o Gestión) y superar un examen profesional que les permitirá acceder a unas prácticas remuneradas de 3 años en el bufete de un mandatario judicial. Es solo al final de este período que el alumno toma el examen de aptitud. La finalización exitosa de dicho examen no garantiza el acceso a la profesión, ya que el solicitante debe registrarse en una lista elaborada por la comisión nacional de registro y disciplina. Dichas inscripciones también están sujetas a la opinión del Consejo Nacional de la profesión.
Se puede acceder también con un máster en «administración y liquidación de empresas en dificultad» y 30 meses de prácticas o una experiencia profesional definida por el código de Comercio.

## Restricciones y obligaciones

### En Francia
Ningún pariente o afín hasta el cuarto grado de afinidad del propietario o de los gerentes del negocio puede ser designado liquidador.
El liquidador mantiene informado al menos cada tres meses al juez-comisario, al deudor y a la Fiscalía del desarrollo de las operaciones.

## Fundamento de sus acciones

### En Francia
En Francia el rol del liquidador judicial está definido por el código de comercio. Como el administrador judicial, el liquidador judicial es un auxiliar o mandatario de justicia.

### En Reino Unido
El Official Receiver (en inglés) es en el sistema británico un oficial del Servicio de Insolvencias, agencia que depende del Departamento de Asuntos de la Innovación y de las Competencias (o BIS para Business Innovation and Skills).
A diferencia de su colega francés, por lo tanto, no es independiente de la profesión liberal. Su intervención está definida por la agencia y el BPI y sigue objetivos bien definidos. El Administrador Judicial ha existido desde la ley de 1883 (Ley de Bancarrota de 1883) y fue originalmente responsable de las bancarrotas/quiebras personales.
No solo representa a los acreedores, sino que también es responsable de proteger la propiedad del deudor y facilitar acuerdos amistosos con los acreedores. Se supone que audita el negocio de la persona insolvente, continúa su tarea incluso después de la liquidación en la supervisión de la persona (legal o física) que fue insolvente.